# Emile Possoz
Emile Possoz (Halle, 1885) was een Belgisch jurist. Hij was de oudste zoon van Joseph Possoz (1857-1942), notaris te Halle. Hij geldt als een van de belangrijke koloniale figuren in Halle.
Vanaf 1926 tot 1945 was hij actief in Belgisch Congo. Hij was een tijdgenoot, (studie)vriend en medestander van Jozef Cardijn. Hij overleed in 1969.

## Biografie
Hij studeerde rechten en was voorbestemd tot het ambt van notaris.
Zijn vriendschap met en invloed van Jozef Cardijn leidde tot een conflict met vader Joseph Possoz, die zich zelfs bekloeg bij kardinaal Mercier. Dit leidde tot de overplaatsing van Cardijn.
Emile Possoz vertrok naar Congo in 1926 waar hij actief was in de magistratuur tot 1946.
Hij had goede contacten met de paters Missionarissen van het Heilig Hart (MSC), Gustaaf Hulstaert en Edmond Boelaert die het tijdschrift Aequatoria uitgaven. en waar ook E. Possoz artikels in publiceerde.
Hij kwam in conflict met zijn oversten omdat hij meende dat het gewoonterecht mee moest worden toegepast. Hij publiceerde in 1942 hierover Eléments de droit coutumier nègre, met een voorwoord van A. Sohier, ere-consul-generaal van Elisabethiville. In zijn ontmoeting met pater Placide Tempels, ofm, vanaf 1942, ontdekte hij een geestesgenoot. Hij stimuleerde Placide Tempels (1906-1977) tot het publiceren van het invloedrijke boek Bantoe Filosofie (1945). Eerst in afleveringen in het tijdschrift Aequatoria, later in Band. E. Possoz verzorgde de eerste Franse vertaling van Bantoe Filosofie, maar die voldeed niet. De uiteindelijke Franse vertaling kwam van A. Rubbens die de basis vormde van de publicatie La Philosophie Bantoue, édition Lovania, die later opnieuw werd uitgegeven in Parijs bij Présence Africaine in 1949.
De correspondentie met p. Pl. Tempels duurde tot 1967. Maar uit de bio-bibliographie van p. H. Vinck blijkt E. Possoz een veelschrijver te zijn.